# Shellow Bowells
 (avril 2023).
Shellow Bowells est un village et une ancienne paroisse civile de l'Essex, en Angleterre.

## Dans la culture
Dans son livre Notes from a Small Island, l'écrivain britannique Bill Bryson fait un clin d'oeil à Shellow Bowells.
L'écrivain américain Paul Theroux mentionne le village dans son roman The Kingdom by the Sea.